# Eirik Halvorsen
Eirik Halvorsen (* 15. August 1975) ist ein ehemaliger norwegischer Skispringer.
Sein erstes Weltcup-Springen bestritt Halvorsen am 18. Februar 1995 in Vikersund. Das Skifliegen beendete er auf dem 18. Platz und gewann so bereits in seinem ersten Springen Weltcup-Punkte. Im zweiten Springen wurde er anschließend 38.
Zur Saison 1995/96 landete er beim ersten Springen von der Normalschanze in Lillehammer nur auf dem 45. Platz, konnte aber auf der Großschanze am darauf folgenden Tag den 10. Platz erreichen. Am 8. Dezember konnte er seine Leistung in Villach mit einem 5. Platz weiter steigern. Beim Teamspringen auf der Großschanze in Planica am 9. Februar stand er gemeinsam mit Espen Bredesen, Roar Ljøkelsøy und Lasse Ottesen erstmals auf dem Podium und erreichte den 3. Platz hinter Finnland und Japan. In den folgenden Springen zeigte sich deutlich, dass die Stärken von Halvorsen auf den Großschanzen lagen. Landete er auf den Normalschanzen immer auf den letzten Plätzen, kam er auf den Großschanzen immer in die Punkteränge und mehrfach in die Top 10. Die Schwäche auf den Normalschanzen konnte er aber 20. Januar 1996 in Sapporo erfolgreich brechen und erzielte mit dem 2. Platz das beste Resultat seiner Karriere. Bei der Skiflug-Weltmeisterschaft 1996 am Kulm wurde er Achter. Bei den Norwegischen Meisterschaften 1996 in Meldal gewann er auf der Großschanze im Einzel die Bronzemedaille und mit dem Team gemeinsam mit Sturle Holseter, Frode Håre und Clas Brede Bråthen die Goldmedaille.
Nachdem er seine Erfolge vom Anfang der Saison nicht wiederholen konnte und seine Platzierungen eher auf den hinteren Plätzen lagen, beendete Halvorsen bereits nach einer Saison, in der er auf dem 16. Platz in der Gesamtwertung lag, nach dem Abschlussspringen am 9. März 1996 in Harrachov seine aktive Skispringerkarriere.